# Euphronarcha luxaria
Euphronarcha luxaria là một loài bướm đêm trong họ Geometridae.